# Liste der Rabbiner der jüdischen Gemeinde Worms
Rabbiner der jüdischen Gemeinde Worms hatten in der Gemeinde oft mehrere Stätten, um tätig zu werden: Die „Alte Synagoge“ (älteste Bauinschrift: 1034), die Jeschiwa, die private Claus-Synagoge der Familie Sinsheimer, die Levy’sche Synagoge (seit 1875) und einige andere „Betstuben“ liturgischer Minderheiten, besonders im 19. Jahrhundert. Außer der Claus-Synagoge hatten all diese Gottesdienstorte allerdings nie einen eigenen Rabbi.
| Rabbinat in Worms   | Alte Synagoge Amtsinhaber (Lebensdaten)                                | Claus-Synagoge Amtsinhaber | Anmerkungen |
| ------------------- | ---------------------------------------------------------------------- | -------------------------- | --- |
| Mitte 11. Jh.       | Meir ben Isaak                                                         |                            | Vorbeter, Lehrer an der Jeschiwa |
| 1190–1238           | Eleasar ben Juda ben Kalonymos                                         |                            | Bekannter Theologe und Kabbalist, Gründer einer eigenen Jeschiwa in Worms. |
| um 1200             | Menachem ben Jakob ben Salomo ben Menachem                             |                            | gestorben: 1203 |
| ? – 1521 – ?        | Samuel ben Elieser Seezum                                              |                            | 1521 ernannte ihn Kaiser Karl V. zum obersten Rabbi im Deutschen Reich mit Sitz in Worms. |
| ? – 1559 – ?        | Jakob zu Worms                                                         |                            | Am 26. Juni 1559 ernannte ihn Kaiser Ferdinand I. zum obersten Rabbi im Deutschen Reich. |
| 1608–1614/15        | Abraham Samuel Bacharach (1575–1615)                                   |                            | |
| 1623–1636           | Elia ben Mosche Loanz (1555 oder um 1564 bis 1636), genannt Baal-Schem |                            | |
| 1650–1670           | Moses Simson Bacharach (1607–1670)                                     |                            | |
| 1670–1689           | Aaron Teumim                                                           |                            | aus Prag |
| 1689–1699           |                                                                        |                            | Exil der jüdischen Gemeinde nach der Zerstörung der Stadt Worms im Pfälzischen Erbfolgekrieg durch französische Truppen. |
| 1699–1702           | Jair Chajim Bacharach (1628–1702)                                      |                            | Sohn von Moses Simson Bacharach |
| 1702–1712           | Naftali Hirsch Spitz († 1712)                                          |                            | Sein Grabstein ist auf dem Heiligen Sand erhalten. |
| 1712–1732           | Menachem Mendel Rothschild († 1732)                                    |                            | War zuvor Rabbiner in Prag und Bamberg, sowie LandesRabbiner von Hessen. |
| 1732–1742           | Moses Brod († 1742)                                                    |                            | Kam aus Bamberg |
| vor 1758 – vor 1760 |                                                                        | David Salomon Schiff       | |
| nach 1758–1763      |                                                                        | Hirsch Auerbach († 1778)   | Wird 1763 Rabbiner an der Alten Synagoge |
| 1763–1778           | Hirsch Auerbach († 1778)                                               |                            | War zuvor Rabbiner an der Claus-Synagoge |
| 1778–1808           | Samuel Levi (1751–1813)                                                |                            | wurde 1808/1809 Rabbin du Consistoire du Département du Mont-Tonnerre mit Sitz in Mainz |
| 1810–1823           | Isaak Adler (gestorben 1823)                                           |                            | |
| 1823–1864           | Jakob (Koppel) Bamberger (1785–1864)                                   |                            | Während des Rabbinats von Bamberger gab es parallel die Stelle eines Religionslehrers in der Gemeinde, die wahrgenommen wurde von: * 1839–1842: Samuel Adler * 1842–1849: Abraham Adler (1811–1856). Wegen seines Engagements in der Revolution 1848/1849 erhielt er 1850 Berufsverbot. * 1851–1859: Dr. Ludwig Lewysohn. Beschäftigte sich als erster wissenschaftlich mit dem jüdischen Friedhof Heiliger Sand. * 1860–1864: Dr. J. Rosenfeld |
| 1864–1866           | Dr. Markus Jastrow (1829–1903)                                         |                            | |
| 1867–1910           | Dr. Alexander Stein (1843–1914)                                        |                            | |
| 1910–1935           | Dr. Isaak Holzer (1873–1951)                                           |                            | Er wanderte 1935 in die USA aus. |
| 1935–1937           | Dr. Manfred Rosenberg (1908–1980)                                      |                            | Er wanderte nach Palästina aus. |
| 1938–1939           | Dr. Helmut Frank (Jakob bar Israel) (1912–1989)                        |                            | Er wanderte nach Philadelphia, USA, aus. |